# Adultero lui, adultera lei
Pour plus de détails, voir Fiche technique et Distribution.
Adultero lui, adultera lei est une comédie italienne réalisée par Raffaello Matarazzo et sortie en 1963.

## Fiche technique
- Titre original italien : Adultero lui, adultera lei[1]
- Réalisation : Raffaello Matarazzo
- Scénario : Raffaello Matarazzo
- Photographie : Roberto Gerardi
- Montage : Anita Novelli
- Musique : Carlo Rustichelli
- Décors : Enzo Costantini
- Production : Carlo Ponti
- Société de production : Compagnia Cinematografica Champion
- Pays de production : Italie
- Langue originale : italien
- Format : Noir et blanc
- Durée : 90 minutes
- Genre : comédie
- Dates de sortie :
  - Italie : 31 juillet 1963

## Distribution
- Marilù Tolo : Lina Rossi
- Luigi Giuliani : Paolo Rossi
- Umberto D'Orsi : Piero Pelagalli
- Maria Grazia Buccella : Nina, l'infirmière
- Francesco Mulè : commissaire
- Gino Bramieri : Giuseppe, gérant de l'hôtel Luna
- Didi Perego : Maria Pelagalli
- Bice Valori : avocat de la défense
- Carlo Giuffré : pharmacien
- Angela Pagano : seconde femme de chambre
- Fanny Marchiò : grand-mère de Lina
- Franca Dominici : Anna, la mère de Lina
- Anita Durante : concierge
- Peppino De Filippo : procureur général
- Alessio Ruggeri :
- Fanfulla : un policier
- Gaetano Morisco :
- Mario Passante : client d'un hôtel
- Corrado Olmi : un avocat de l'accusation
- Angela Luce : serveuse
- Liliana Cardinale :
- Anita Todesco :